# 聖伊內斯 (巴伊亞州)
圣伊内斯是巴西巴伊亚州的一个市镇。总面积356.193平方公里，总人口11741人，人口密度33人/平方公里。